# Liste d'élections en 1920
Chronologie des élections
- 1916
- 1917
- 1918
- 1919
- 1920
- 1921
- 1922
- 1923
- 1924

Cette liste recense les élections organisées durant l'année 1920. Elle inclut les élections législatives et présidentielles nationales dans les États souverains, ainsi que les principaux référendums.

## Par mois

### Janvier
| Date             | Pays     | Élections      | Contexte | Résultats |
| ---------------- | -------- | -------------- | --- | --- |
| 11 janvier       | Équateur | Présidentielle | C'est l'époque de la argolla : Le pays est gouverné par une ploutocratie organisée autour de la Banque commerciale et agricole de Guayaquil, qui contrôle de fait le gouvernement et choisit les candidats aux élections. | À l'issue d'élections marquées par des fraudes à grande échelle, José Luis Tamayo (Parti libéral) est déclaré élu avec 99,1 % des voix. |
| 25 et 26 janvier | Hongrie  | Législatives   | | Une alliance de représentants de petits propriétaires agricoles remporte une courte majorité absolue des sièges et forme un gouvernement de coalition avec le Parti de l'union nationale chrétienne (droite à extrême-droite, catholique, national-conservatrice, réactionnaire, antisémite et germanophile). Sándor Simonyi-Semadam devient Premier ministre. |

### Mars
| Date    | Pays           | Élections    | Contexte | Résultats |
| ------- | -------------- | ------------ | --- | --- |
| 7 mars  | Argentine      | Législatives | | L'Union civique radicale (gauche progressiste) du président Hipólito Yrigoyen, qui disposait de la majorité relative des sièges, remporte une large majorité absolue. |
| 10 mars | Afrique du Sud | Législatives | L'Afrique du Sud à cette date est un dominion de l'Empire britannique, de facto indépendant. Le droit de vote diffère selon les provinces : suffrage masculin censitaire ou non. Dans la province du Cap, certains noirs ont le droit de vote, tandis que dans les provinces afrikaners de l'est du pays, seuls les blancs peuvent voter. | Parlement sans majorité. Le Parti sud-africain (centre-droit relativement libéral, loyaliste) au pouvoir recule, dépassé par le Parti national (droite ethno-nationaliste afrikaner hostile à l'Empire britannique) qui remporte près d'un tiers des sièges. Jan Smuts (Parti sud-africain) demeure néanmoins Premier ministre, formant un gouvernement de coalition majoritaire avec le Parti unioniste (centre-droit loyaliste). |
| 28 mars | Bulgarie       | Législatives | | Parlement sans majorité. L'Union nationale agraire (gauche agrarienne, progressiste) accroît nettement sa majorité relative des sièges, et manque de peu la majorité absolue. Le Parti communiste (marxiste-léniniste) est la deuxième force à l'Assemblée nationale, avec près d'un quart des sièges. Alexandre Stamboliyski (UNA) demeure Premier ministre, formant cette fois un gouvernement minoritaire constitué de son seul parti au lieu de la coalition qu'il menait jusque là. Il mène une grande réforme agraire au bénéfice des paysans pauvres, et un gouvernement qui devient autoritaire. |

### Avril
| Date           | Pays            | Élections      | Contexte | Résultats |
| -------------- | --------------- | -------------- | --- | --- |
| 8 avril        | Guatemala       | Présidentielle | Le dictateur Manuel José Estrada Cabrera, qui gouverne sous l'influence de l'entreprise bananière américaine United Fruit Company, est destitué en avril par l'Assemblée législative, qui choisit Carlos Herrera comme président par intérim. | Carlos Herrera (Parti unioniste : centre-droit libéral, créé en 1919 en opposition à la dictature) est élu avec 94,6 % des voix face à cinquante-cinq autres candidats. |
| 14 au 16 avril | Lituanie        | Législatives   | Premières élections après l'indépendance de la Lituanie vis-à-vis de l'Allemagne qui en a fait un protectorat, et après la guerre lituano-soviétique qui repousse la tentative d'invasion soviétique du pays. | Parlement sans majorité et très fragmenté. Le Parti chrétien-démocrate (chrétien social, catholique) et l'Union paysanne y sont les deux plus grands partis. Kazys Grinius (Union populaire des paysans : centre-gauche) devient Premier ministre, formant un gouvernement de coalition avec les chrétiens-démocrates, l'Union paysanne, la Fédération du travail (parti syndical ouvrier) et l'Association des agriculteurs. |
| 17 et 18 avril | Lettonie        | Constituantes  | Premières élections après la déclaration d'indépendance de la Lettonie vis-à-vis de la Russie et la guerre d'indépendance du pays vis-à-vis de la Russie soviétique. | Le Parti social-démocrate des travailleurs (gauche menchevik) est le premier parti à l'Assemblée avec un peu plus d'un tiers des sièges. L'Assemblée adopte la Constitution de la Lettonie en 1922. |
| 18 et 25 avril | Tchécoslovaquie | Législatives   | Premières élections après l'indépendance de la Tchécoslovaquie vis-à-vis de l'Empire austro-hongrois | Parlement sans majorité. Le Parti social-démocrate (gauche) remporte la majorité relative des sièges dans les deux chambres. Jan Černý (sans étiquette) devient Premier ministre. |
| 26 avril       | Danemark        | Législatives   | Ces élections font suite à la « crise de Pâques » : Le roi Christian X a démis le gouvernement social-libéral de Carl Theodor Zahle, lui reprochant de ne pas avoir exigé la réintégration au Danemark d'une plus grande partie du Schleswig allemand après la Première Guerre mondiale. La crise provoque de très importantes manifestations et contraint le roi à renoncer de fait à ses pouvoirs de réserve. Ces élections anticipées doivent restaurer un gouvernement avec un mandat populaire. La nouvelle loi électorale dispose que le Parlement est élu à la représentation proportionnelle. | Parlement sans majorité. Le Venstre (agrarien, libéral) devient le premier parti au Parlement avec un peu plus d'un tiers des sièges. Niels Neergaard (Venstre) devient Premier ministre à la tête d'un gouvernement minoritaire. |

### Mai
| Date         | Pays     | Élections    | Contexte | Résultats |
| ------------ | -------- | ------------ | --- | --- |
| 10 mai       | Japon    | Législatives | | Le parti Rikken Seiyūkai (droite libéral-conservatrice), au pouvoir et qui disposait de la majorité relative des sièges à la Chambre des représentants, y remporte la majorité absolue. Hara Takashi demeure Premier ministre.  |
| 25 au 27 mai | Roumanie | Législatives | Élections anticipées. Le roi Ferdinand Ier a limogé le Premier ministre Alexandru Vaida-Voevod (chef d'une coalition du Parti national et du Parti des paysans) en raison des réformes agraires de celui-ci. | Le Parti populaire (droite populiste, attrape-tout) remporte la majorité absolue des sièges. Alexandru Averescu (Parti populaire), nommé à la tête d'un gouvernement par intérim avant les élections, demeure Premier ministre. |

### Juin
| Date    | Pays      | Élections      | Contexte | Résultats |
| ------- | --------- | -------------- | --- | --- |
| 6 juin  | Allemagne | Législatives   | | Parlement sans majorité. Alternance. Le Parti social-démocrate (gauche) du chancelier Hermann Müller demeure la première force au Reichstag mais y recule très nettement. Constantin Fehrenbach (Zentrum : centre-droit catholique, conservateur) devient chancelier, formant un gouvernement de coalition avec le Parti populaire (centre-droit national-libéral, conservateur) et le Parti démocrate (centre-gauche libéral). |
| 25 juin | Chili     | Présidentielle | La Constitution interdit au président sortant Juan Luis Sanfuentes (Parti libéral-démocrate : centriste) de se représenter. | Luis Barros Borgoño (Union nationale : alliance du Parti conservateur et de divers libéraux) obtient 50,03 % des suffrages populaires mais le collège électoral lui préfère Arturo Alessandri (Parti libéral : gauche réformiste) par 177 voix contre 176. Ce dernier devient président, mais sa capacité à gouverner est nettement entravée par son absence de majorité au Congrès.                                            |

### Juillet
| Date       | Pays                         | Élections                       | Contexte | Résultats |
| ---------- | ---------------------------- | ------------------------------- | --- | --- |
| 6 juillet  | Danemark                     | Législatives                    | Élections anticipées. | Parlement sans majorité. Les résultats sont presque les mêmes qu'aux élections d'avril. Niels Neergaard (Venstre : agrarien, libéral) demeure Premier ministre à la tête d'un gouvernement minoritaire. |
| 11 juillet | Province de Prusse-Orientale | Référendum d'auto-détermination | Plébiscite pour le rattachement à l'Allemagne de la Mazurie, de la Varmie et de Marienwerder plutôt que leur transfert à la Pologne. Les autorités allemandes mènent une campagne d'intimidations et falsifient les résultats en leur faveur. | Les résultats officiels indiquent que 97,9 % des votants souhaitent le rattachement de leur territoire à l'Allemagne, ce qui est donc fait.                                                             |

### Août
| Date   | Pays   | Élections      | Contexte | Résultats |
| ------ | ------ | -------------- | -------- | --- |
| 2 août | Panama | Présidentielle |          | Le candidat d'opposition Ciro Luis Urriola (Parti libéral) se retire avant le scrutin, invoquant la certitude d'une élection frauduleuse. Le président sortant Belisario Porras (Parti libéral, également) est ainsi réélu sans opposant. |

### Septembre
| Date              | Pays     | Élections                  | Contexte | Résultats |
| ----------------- | -------- | -------------------------- | --- | --- |
| 5 septembre       | Mexique  | Présidentielle             | Le président sortant Venustiano Carranza a été assassiné en mai par des militaires alors qu'il tentait de quitter le pays en emportant une importante part du trésor public.                                                             | Alternance. Álvaro Obregón (Parti travailliste : syndicaliste, gauche) est élu avec 95,8 % des voix. Il introduit d'importantes réformes sociales : construction d'écoles et de bibliothèques publiques, réformes du droit du travail, réformes agraires. |
| 6 septembre       | Danemark | Référendum constitutionnel | Les citoyens sont appelés à approuver les amendements constitutionnels nécessaires à la réintégration dans le Danemark du Jutland du Sud, annexé par la Prusse en 1864 puis rendu au Danemark à la suite de la Première Guerre mondiale. | Les amendements sont approuvés par 96,9 % des votants. |
| 4 et 17 septembre | Suède    | Législatives               | | Parlement sans majorité. Le Parti social-démocrate des travailleurs (centre-gauche), du gouvernement minoritaire de Hjalmar Branting, demeure la première force au Riksdag mais recule, talonné par la Ligue électorale générale (droite conservatrice, nationaliste). Aucun parti ne parvient à former un gouvernement. Le roi Gustave V nomme un indépendant, Louis De Geer, à la tête d'un gouvernement de coalition centriste auquel ne participe aucun des deux grands partis. Le gouvernement doit toutefois rapidement démissionner, n'ayant pas le soutien du Parlement. |
| 21 septembre      | Danemark | Législatives               | Élections anticipées. | Parlement sans majorité. Les résultats sont presque les mêmes qu'aux élections d'avril et de juillet. Niels Neergaard (Venstre : agrarien, libéral) demeure Premier ministre à la tête d'un gouvernement minoritaire. |

### Octobre
| Date       | Pays      | Élections      | Contexte | Résultats |
| ---------- | --------- | -------------- | -------- | --- |
| 3 octobre  | Nicaragua | Présidentielle |          | À l'aide de vastes fraudes et du soutien actif des États-Unis, Diego Manuel Chamorro (Parti conservateur : droite) est déclaré élu avec 74,1 % des voix et succède à son neveu, le conservateur Emiliano Chamorro Vargas. |
| 17 octobre | Autriche  | Législatives   |          | Parlement sans majorité. Alternance. La Parti chrétien-social (droite conservatrice catholique, nationaliste, populiste et antisémite) devient le premier parti au Conseil national en dépassant le Parti social-démocrate des travailleurs (centre-gauche) du chancelier sortant Karl Renner. Michael Mayr (chrétien-social) forme un gouvernement minoritaire. |

### Novembre
| Date              | Pays                                    | Élections                      | Contexte | Résultats |
| ----------------- | --------------------------------------- | ------------------------------ | --- | --- |
| 1er novembre      | Cuba                                    | Législatives et présidentielle | | Les conservateurs conservent le pouvoir. Alfredo Zayas y Alfonso, candidat de la Ligue nationale (l'alliance du Parti conservateur national (droite) et du Parti populaire), est élu président avec 54,3 % des voix face à José Miguel Gómez (Parti libéral : centre-droit libéral). La Ligue nationale remporte également la majorité absolue des sièges aux deux chambres du Congrès.                                                                      |
| 1er novembre      | Grèce                                   | Législatives                   | Les élections se déroulent durant la guerre gréco-turque, qui est un important enjeu de la campagne : Le gouvernement souhaite poursuivre la guerre, contrairement à l'opposition. | Alternance. Bien que le Parti libéral (libéral, républicain) remporte 50,3 % des suffrages, il est massivement devancé en termes de sièges par l'alliance des partis d'opposition monarchistes et conservateurs. Dimítrios Rállis (monarchiste) devient Premier ministre et organise immédiatement un plébiscite pour le retour sur le trône du roi en exil Constantin Ier.                                                                                  |
| 2 novembre        | États-Unis                              | Législatives et présidentielle | Premières élections fédérales américaines auxquelles les femmes de tous les États puissent voter, après l'entrée en vigueur du 19e amendement à la Constitution. Le pays est en récession et connaît sa première « peur rouge ».                                                                                       | Alternance. Le Parti républicain (droite libérale, isolationniste) conserve sa majorité absolue des sièges aux deux chambres du Congrès et remporte la présidentielle avec la large victoire de Warren G. Harding (60,4 % des suffrages populaires et 76,1 % des voix des grands électeurs) face à James M. Cox (Parti démocrate, progressiste). |
| 14 novembre       | Saint-Marin                             | Législatives                   | Premières élections au scrutin proportionnel. | Parlement sans majorité. Le Parti populaire (centre-droit catholique) manque de peu d'obtenir la majorité absolue des sièges. Le Parti socialiste (gauche radicale), deuxième, boycotte le Parlement, accordant ainsi de fait une majorité absolue des sièges au Parti populaire. |
| 22 novembre       | Grèce                                   | Référendum                     | Le roi Constantin Ier a été contraint à l'exil en 1917, laissant le trône à son fils Alexandre Ier. La mort soudaine de ce dernier quelques jours avant les élections législatives du 1er novembre, remportées par l'opposition monarchiste, conduisent à ce plébiscite proposant le retour sur le trône du roi déchu. | À l'issue d'un scrutin truqué par le gouvernement et boycotté par les libéraux et les socialistes, les autorités annoncent que 99,0 % des votants approuvent le retour du roi. Constantin Ier revient sur le trône, mais abdique en 1922 en raison de la défaite de la Grèce dans la guerre gréco-turque. |
| 28 novembre       | Royaume des Serbes, Croates et Slovènes | Constituantes                  | Premières élections dans cet État né en 1918 de l'éclatement de l'Empire austro-hongrois. | Assemblée sans majorité. Le Parti d'État des démocrates (libéral) et le Parti radical populaire (conservateur, serbe) y sont les deux principales forces, avec chacun un peu moins d'un quart des sièges. Nikola Pašić (radical populaire) devient Premier ministre à la tête d'un gouvernement de coalition. L'Assemblée adopte la Constitution de Vidovdan à une large majorité en juin 1921.                                                              |
| 27 au 29 novembre | Estonie                                 | Législatives                   | Premières élections dans ce pays après la déclaration d'indépendance de l'Estonie vis-à-vis de la Russie en 1918 et la guerre d'indépendance de l'Estonie contre la Russie soviétique. | Parlement sans majorité. Les principales forces y sont le Parti travailliste (socialiste, agrarien, laïc), la Ligue rurale (droite conservatrice agrarienne) et le Parti social-démocrate des travailleurs (gauche), avec environ un cinquième des sièges chacun. Le travailliste Ants Piip est nommé Riigivanem, c'est-à-dire porte-parole du Parlement exerçant les fonctions de chef d'État et de chef du gouvernement de cette république parlementaire. |

### Décembre
| Date     | Pays    | Élections    | Contexte                                                                                                 | Résultats |
| -------- | ------- | ------------ | --- | --- |
| décembre | Bolivie | Législatives | Bautista Saavedra a pris le pouvoir par un coup de force en juillet, renversant le gouvernement libéral. | Le Parti républicain (droite), qui a pris le pouvoir par le coup d'État, remporte presque tous les sièges aux deux chambres du Congrès. Le Congrès élit formellement Bautista Saavedra à la présidence de la République. |